# روبرت بوبوك
روبرت بوبوك (بالرومانية: Robert Boboc)‏ هو لاعب كرة قدم روماني في مركز الوسط، ولد في 27 مايو 1995 في بيتيشت في رومانيا. لعب مع جامعة كلوج ونادي أسترا جورجو ونادي أوتيلول ريشيتا.

## وصلات خارجية
- روبرت بوبوك على موقع قاعدة بيانات كرة القدم.إي يو (الإنجليزية)
- روبرت بوبوك على موقع Soccerway.com (الإنجليزية)